# ادی (چیکودی)
ادی (چیکودی) (به انگلیسی: Adi (Chikodi)) در هند است که در کارناتاکا واقع شده‌است.